# Лутига блискуча
Atriplex sagittata (лутига блискуча як Atriplex nitens) — вид квіткових рослин родини амарантові (Amaranthaceae).

## Поширення
Широко поширена рослина яку легко знайти. Розповсюджена у Середній та Східній Європі, у Західній Азії. В Україні зростає по всій території по берегах річок та озер. Цвіте у червні-вересні.

## Опис
Це однорічна трав'яниста рослина заввишки 50-150 см. Нижні пагони і листки супротивні. Листки списоподібні, виїмчасто-зубчасті, з борошнистою поволокою. Квітки зібрані у пухкі колоски, що утворюють пірамідальну волоть. За зовнішнім виглядом лутига блискуча так схожа на лободу білу, що їх важко буває розрізнити. Але квітки у лутиги маточкові й тичинкові. Тичинкова квітка має просту оцвітину з 5 листочків та андроцей з 5 тичинок. Маточкова квітка частіше гола, з двома прицвітничками, що зрослися біля основи, гінецей простий з двох плодолистків. Насіння двох видів: у квітках без оцвітини — велике (3-4 мм у діаметрі), у квітках з оцвітиною — дрібне (1-1,5 мм в діаметрі).